# Zlatko Hasanbegović
Zlatko Hasanbegović, född 14 juni 1973 i Zagreb, är en kroatisk högerradikal politiker, före detta kulturminister och kontroversiell historiker med plats i Kroatiens parlament sedan 2016.
Han är medgrundare till högerkonservativa Neovisni za Hrvatsku (NHR). Han var tidigt medlem i det högerextrema Hrvatska čista stranka prava (HČSP), är idag drivande bakom de högerorienterade minnesarrangemangen i Bleiburg och stod för publiceringen av översättningar av nyfascisten Tomislav Sunićs Against Democracy and Equality: The European New Right och Förintelseindustrin av Norman Finkelstein. Han är stark motståndare till före detta Jugoslaviens kommunism under Tito. År 2013 försvarade Hasanbegović en före detta medlem i den bosnienmuslimska SS-divisionen Handzar.
Under tiden som kulturminister i den kortlivade regeringen Orešković i Kroatien 2016 krävde Simon Wiesenthal-centret Hasanbegovićs avgång, på grund av hans negativa uttalanden om motståndsrörelsen under andra världskriget, upprepade glorifiering av SS Handzar under Oberoende staten Kroatien, NDH, (bland annat kallade han Ustaša för "shaheeds"; islamiska martyrer; i försvar av NDH:s samarbete med islamister). Hans försvarare ansåg att anklagelserna handlade om sådant som låg bakom honom, och Hasanbegović likaså, men han har förblivit persona non grata i det judiska samhället i Kroatien och Bosnien och fortsatt kritiserad. En video från 2012 dök upp under ministertiden där han bland annat säger att "den största tragedin" var att Ustašaregimen NDH föll. Redan samma år höll Kroatien nyval med ny regering och ny kulturminister som följd, men Hasanbegović har kvar sin plats i parlamentet.
Som historiker har han skrivit främst om islam och dess plats och historia i Kroatien och Bosnien. Han har kritiserats då han som historiker och politiker stödde ett historierevisionistiskt filmprojekt i vilket delar av förintelsen i Kroatien under andra världskriget förnekades.